# 链霉菌目
链霉菌目（学名：Streptomycetales）为放线菌纲的一目细菌。此目细菌的模式属为链霉菌属(Streptomyces)。

## 科
- 链霉菌科 Streptomycetaceae Waksman and Henrici 1943